# Lista de bens tombados em Ipatinga

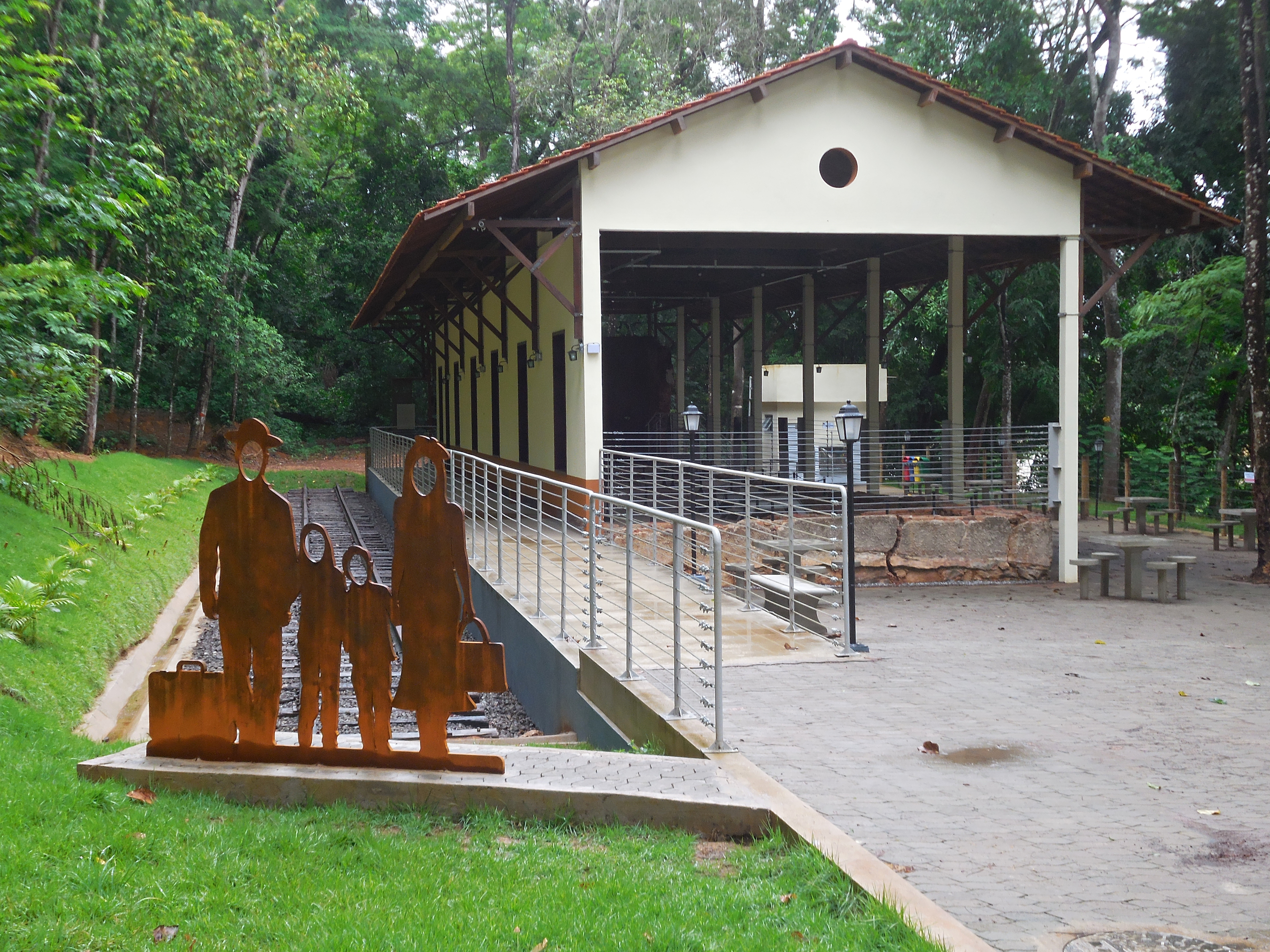
Ruínas da Estação Pedra Mole, em 2020, após restauro da construção. Esse é um exemplo de bem tombado em Ipatinga.

Essa é a lista de bens tombados em Ipatinga, que reúne os bens materiais e imateriais que são tombados como patrimônio cultural no município brasileiro supracitado, localizado no interior do estado de Minas Gerais. O tombamento é o ato de reconhecimento do valor cultural de um bem, que o transforma em patrimônio oficial e institui regime jurídico especial de propriedade, levando em conta sua função social, sendo de responsabilidade por um órgão subordinado ao governo municipal. A lista aborda os bens tombados conforme a listagem divulgada pela Prefeitura de Ipatinga e pelo Conselho Municipal do Patrimônio Histórico e Artístico de Ipatinga (COMPHAI), que também divide os itens de acordo com a localização na zona urbana ou rural.
Ipatinga se emancipou de Coronel Fabriciano em 29 de abril de 1964. Os primeiros tombamentos do município foram realizados após a promulgação da lei nº 689 de 2 de outubro de 1980, que criou o Serviço do Patrimônio Histórico e Artístico Municipal. Os primeiros bens reconhecidos como patrimônio cultural foram a Antiga Estação Ferroviária de Ipatinga (Estação Memória Zeza Souto) e a Igreja Nossa Senhora da Esperança, tombados, respectivamente, pelas leis de número 1.442 e n° 1.443, de 30 de dezembro de 1981. Em 29 de novembro de 2016, com o tombamento do Congado Nossa Senhora do Rosário do Ipaneminha, houve o primeiro registro de bem imaterial do município.

## Zona urbana
| Bem tombado                                                         | Inauguração                                  | Bairro                | Breve descrição | Tombamento             | Imagem                                                                  |
| ------------------------------------------------------------------- | -------------------------------------------- | --------------------- | --- | ---------------------- | ----------------------------------------------------------------------- |
| Fazendinha                                                          | Desconhecida                                 | Ferroviários          | Trata-se da antiga sede da Fazenda do Barreiro, que expressa características típicas da arquitetura rural mineira. A data de sua origem é desconhecida, mas se sabe que foi adquirida pela Usiminas na década de 1960, sendo usada como alojamento. Também foi utilizada como Quartel da Cavalaria da Polícia Militar, estando próximo ao local onde ocorreu o Massacre de Ipatinga em 1963. Situa-se em uma área que ainda pertence à Usiminas, mas foi cedida aos Rotary Clubs de Ipatinga em 1994. A estrutura original é de madeira com vedação em tijolos, porém passou por diversas intervenções ao longo do tempo. A construção, que estava em más condições, foi restaurada em 2019. | 3 de setembro de 1996  | Vista da Fazendinha                                                     |
| Ruína da antiga Estação Pedra Mole                                  | 1º de agosto de 1922                         | Cariru                | Foi construída ao lado da foz do rio Piracicaba no rio Doce com a chegada da EFVM, sendo a primeira estação ferroviária de Ipatinga. Contudo, devido ao solo instável do local (o que justifica o nome da estação), o traçado da ferrovia foi alterado, levando à desativação desse ponto de parada após cerca de oito anos de operação. Outro motivo que levou ao seu fechamento foi a incidência elevada de febre amarela no local, vitimando trabalhadores. A área ainda foi usada como cemitério até 1942, mas a construção permaneceu abandonada e se desgastou com o tempo. Da obra original restaram apenas uma parede e suas fundações. Situada em propriedade da Usiminas, veio a ser restaurada e reinaugurada com as ruínas expostas ao público em 10 de dezembro de 2019.                                     | 3 de setembro de 1996  | Ruínas da Estação Pedra Mole                                            |
| Antiga Estação Ferroviária de Ipatinga (Estação Memória Zeza Souto) | abril de 1930                                | Centro                | Foi construída a fim de substituir a antiga Estação Pedra Mole, desativada com a alteração do traçado da Estrada de Ferro Vitória a Minas que corta Ipatinga. Diferentemente do antigo ponto de parada, este está situado em meio ao núcleo urbano que deu origem ao atual Centro. O terminal foi desativado na década de 1950, devido à nova mudança no trajeto da ferrovia, sendo substituído pela Estação Intendente Câmara em 1961. Depois de fechado teve usos diversos, como escola e moradia a desabrigados da enchente de 1979. Em 1993, passou a funcionar como museu, denominado "Estação Memória Zeza Souto" desde 2006. Esse nome é uma referência a Zeza Avelino Souto, que foi operário da EFVM na região e trabalhou como bilheteiro na estação.                                                           | 30 de dezembro de 1981 | Vista da Estação Memória Zeza Souto                                     |
| Pontilhão sobre o ribeirão Ipanema (Pontilhão de Ferro)             | 1930                                         | Centro/Veneza         | É uma herança do antigo traçado da Estrada de Ferro Vitória a Minas que cortava a cidade. Permaneceu em uso pelos trens até o trajeto da ferrovia ser alterado pela última vez na década de 1950. Posteriormente, a área onde está situado passou por reurbanização, como parte do projeto do "Novo Centro", inaugurado em 27 de abril de 1997. Nesse contexto foi requalificado para travessia de ciclistas e pedestres. | 3 de setembro de 1996  | Pontilhão de Ferro sobre o ribeirão Ipanema                             |
| Casas dos Ferroviários                                              | década de 1930                               | Veneza                | Conjunto de duas moradias, das quatro que existiam originalmente, construídas para abrigar trabalhadores ferroviários da cidade, após a construção da antiga Estação Ipatinga. São formadas por estrutura autoportante de tijolos maciços e telhado de telhas francesas com duas caídas. Cada uma era composta por quatro cômodos, usados inicialmente como quartos, banheiro e cozinha. Após a alteração do traçado da ferrovia tiveram uso particular e comercial e passaram por muitas modificações. | 3 de setembro de 1996  | Vista da Casa dos Ferroviários                                          |
| Igreja Nossa Senhora da Esperança                                   | 25 de dezembro de 1959                       | Horto                 | Originalmente seria uma obra provisória, construída com madeiras das matas locais em 12 dias por operários que trabalhavam na locação da Usiminas, para celebrarem o Natal de 1959. No ano seguinte, a comunidade local impulsionou a criação da Paróquia Nossa Senhora da Esperança, primeira paróquia do então distrito de Ipatinga. Devido ao desgaste das madeiras com o passar do tempo, a igreja foi interditada em 2015, sendo totalmente desmontada depois. Entretanto, foi restaurada e reinaugurada em 25 de dezembro de 2016. | 30 de dezembro de 1981 | Fachada da Igreja Nossa Senhora da Esperança                            |
| Teatro Zélia Olguin                                                 | 26 de outubro de 1994                        | Cariru                | Foi construído a partir da antiga capela do Colégio São Francisco Xavier. Seu nome é uma homenagem à bailarina Zélia de Souza Franco Olguin, promotora da cultura e da arte em Ipatinga homenageada ainda viva. A Usiminas foi a responsável pela sua consolidação, sendo o primeiro teatro profissional a ser construído no Vale do Aço. Além de seu teatro, possui uma galeria para exposições. | 24 de março de 2000    | Fachada do Teatro Zélia Olguin                                          |
| Árvore Ficus elastica do Cariru                                     | 1961                                         | Cariru                | Árvore plantada na época em que o bairro Cariru foi construído, situada na esquina da Avenida Japão com a Rua Nicarágua. Com o passar do tempo se tornou um ponto de referência e encontros para a comunidade. Suas raízes pendentes volumosas e a copa de grande porte são aspectos marcantes. | 17 de abril de 1990    | Árvore ficus elástica do Cariru em 2022                                 |
| Grande Hotel Ipatinga                                               | 1961                                         | Castelo               | Foi projetado como um hotel de alto padrão pelo arquiteto Raphael Hardy Filho, a fim de atender à demanda da Usiminas. Apresenta nítida expressão do modernismo, revelado em aspectos como uso de pilotis e marquise, linearidade e repetição de elementos. Recepcionava autoridades brasileiras e internacionais, além de eventos da "alta sociedade" local, e esteve em funcionamento até a década de 1990. Depois disso, o prédio permaneceu sem uso até ser restaurado para a implantação do Centro de Memória Usiminas, que foi inaugurado em 26 de outubro de 2021. | 24 de março de 2000    | Fachada do Grande Hotel Ipatinga em uso pelo Centro de Memória Usiminas |
| Academia Olguin                                                     | 4 de dezembro de 1971 (como centro cultural) | Horto                 | Seu prédio foi construído inicialmente para servir como refeitório para operários da Usiminas. Posteriormente, a edificação foi cedida ao casal Zélia de Souza Franco Olguin e Mathias Alberto Olguin, que criou no local um espaço para aulas de caratê e dança e apresentações teatrais. Foi, inclusive, o primeiro teatro da cidade. A construção foi restaurada e reinaugurada em julho de 2019. | 24 de março de 2000    | Fachada da Academia Olguin                                              |
| Parque Ipanema                                                      | 1992                                         | Parque Ipanema        | Foi projetado com o objetivo inicial de preservar a margem do ribeirão Ipanema, sendo idealizado dentro do contexto do Projeto CURA (Comunidade Urbana para Recuperação Acelerada) em 1978. A construção foi iniciada em 1980, porém permaneceu parada durante alguns anos. Ao ser retomada, em 1985, o paisagista Roberto Burle Marx foi contratado para participação no projeto, que acabou sendo um de seus últimos trabalhos. A abertura à comunidade ocorreu de forma gradual, à medida que a infraestrutura foi sendo concluída. O parque integra equipamentos remanescentes como a Estrada de Ferro Caminho das Águas, o Viveiro Municipal, o Kartódromo Emerson Fittipaldi e o Estádio Municipal João Lamego Netto (Ipatingão). Trata-se de uma das maiores áreas verdes do Brasil dentro de um perímetro urbano. | 24 de março de 2000    | Vista parcial do Parque Ipanema                                         |
| Complexo da Estação Pouso de Água Limpa                             | 12 de junho de 1999                          | Centro/Parque Ipanema | Conjunto composto pela Estação Pouso de Água Limpa, Estrada de Ferro Caminho das Águas e uma locomotiva a vapor fabricada na Alemanha em 1937. Trata-se de uma ferrovia de 2,6 km que liga a Estação Pouso de Água Limpa ao Parque Ipanema na margem direita do ribeirão Ipanema. Quando inaugurada, era oferecido um passeio turístico no qual a maria-fumaça puxava dois carros de passageiros que comportavam 34 pessoas cada. A estação foi construída pela prefeitura de Ipatinga, inspirada nas típicas estações ferroviárias mineiras e destinada ao uso turístico, assim como a via férrea. Contudo, os passeios deixaram de ocorrer de forma regular em 2001. | 4 de novembro de 1999  | Vista da Estação Pouso de Água Limpa                                    |

## Zona rural
| Bem tombado                                               | Inauguração         | Bairro     | Breve descrição | Tombamento             | Imagem                                                    |
| --------------------------------------------------------- | ------------------- | ---------- | --- | ---------------------- | --------------------------------------------------------- |
| Congado Nossa Senhora do Rosário (Congado do Ipaneminha)  | 1925                | Ipaneminha | Foi formado por negros moradores de comunidades rurais de Ipatinga, mas por influência de pessoas vindas de cidades da região, como Ferros, Antônio Dias, Joanésia e Mesquita. Originou-se como um grupo de marujada que tinha objetivo de pagar promessas religiosas. São responsáveis por festividades religiosas no Ipaneminha e se apresentam em eventos religiosos locais, tendo como características as ornamentações coloridas, rezas, cantos, danças e o pau de fita. Foi o primeiro bem imaterial a ser tombado no município. | 29 de novembro de 2016 |                                                           |
| Igreja São Vicente de Paulo (Igreja do Ipaneminha)        | 19 de julho de 1954 | Ipaneminha | O templo foi construído a fim de substituir a antiga capela da comunidade, através de esforços da população católica local e do congado do Ipaneminha, que reuniram material e mão de obra. Foi erguida em pau a pique e se tornou um marco da zona rural de Ipatinga. No decorrer de sua história passou por reformas e projetos de restauros, mas mantém suas características originais e é tida como a igreja mais antiga do município. Integra a Paróquia São Pedro.                                                               | 3 de setembro de 1996  | Vista da Igreja São Vicente de Paulo                      |
| Clube Dançante Nossa Senhora do Rosário (sede do Congado) | 1980                | Ipaneminha | Representa a sede física do Congado Nossa Senhora do Rosário, um local utilizado para confraternizações, almoços e realizações de ações comunitárias promovidos pelos congadeiros. Até a construção de uma sede própria, esses encontros aconteciam na Igreja São Vicente de Paulo, situada no mesmo largo que a casa. Devido às funções que exerce, o espaço acabou enraizado na comunidade do Ipaneminha. Na década da 1990, a construção passou por ampliações.                                                                     | 3 de setembro de 1996  | Casa que abriga o Clube Dançante Nossa Senhora do Rosário |